# كاتيا كوبولا
كاتيا كوبولا (بالإيطالية: Katia Coppola)‏ هي لاعبة كرة قدم إيطالية، ولدت في 5 مايو 1993 في كومو في إيطاليا. لعبت مع إنتر للنساء.

## وصلات خارجية
- كاتيا كوبولا على موقع الاتحاد الدولي (مؤرشف)  (الإنجليزية)
- كاتيا كوبولا على موقع قاعدة بيانات كرة القدم.إي يو (الإنجليزية)
- كاتيا كوبولا على موقع Soccerway.com (الإنجليزية)